# Mine de Pierina
 (mars 2025).
La mine de Pierina est une mine à ciel ouvert d'or située dans la région d'Ancash au Pérou. Elle est située à une altitude entre 3 800 et 4 200 mètres. Sa production a démarré en 1998. Elle est détenue par Barrick Gold.